# Glacera Noir
La glacera Noir és una glacera dels Alps francesos que es troba en el Massís dels Escrinhs en el departament dels Alts Alps.

## Topònim
Agafa el nom de glacera Noir perquè en la part inferior es presenta completament cobert de detrits rocosos arrencats de les parets de les muntanyes que l'envolten. És així una típica glacera negra.
La característica de la glacera s'evidencia particularment per la presència de la glacera veïna Blanc.

## Característiques
La branca meridional (branche méridionale) s'origina entre els vessants del Ailefroide i Pic Coolidge, per sota del col de Coste Rouge (3.192 m) i el col de la Temple (3.322 m).
Les escarpades cares del nord de l'Ailefroide, el pic del Coup de Sabre i el pic Sans Nom s'eleven entre 1.000-1.500 metres sobre la glacera. La cresta, que recorre aquests pics cap a l'est fins a la muntanya Pelvoux, també s'anomena la Gran Muralla de la Glacera Noir.
Cinc cims al llarg d'aquesta cresta (Ailefroide Central, punta Fourastier, pic Sans Nom, punta Puiseux i punta Durand) superen els 3.900 metres. En el seu costat esquerre, la branca sud de la glacera està limitada pels contraforts orientals del pic Coolidge.
Envoltada per aquests dos vessants, el primer corrent flueix inicialment cap al nord-est abans de dirigir-se al nord, just abans que els dos corrents de gel es fonen. Gran quantitat d'enderrocs apareixen en la superfície de la part inferior de la branca glacial meridional.